# Średniki
Średniki, także Średnik (lit. Seredžius) – miasteczko na Litwie, położone w okręgu tauroskim w rejonie jurborskim, przy drodze Kowno-Jurbork. Siedziba starostwa Średniki. W 2001 liczyło 749 mieszkańców. 
Prywatne miasto szlacheckie Srzedzno (Średnik) lokowane w latach 1552–1556, położone było w Księstwie Żmudzkim. 		
Miasteczko usytuowane jest na prawym, wysokim brzegu rzeki Niemen na terenie Poniemuńskiego Parku Regionalnego w miejscu, gdzie do Niemna wpada Dubissa.

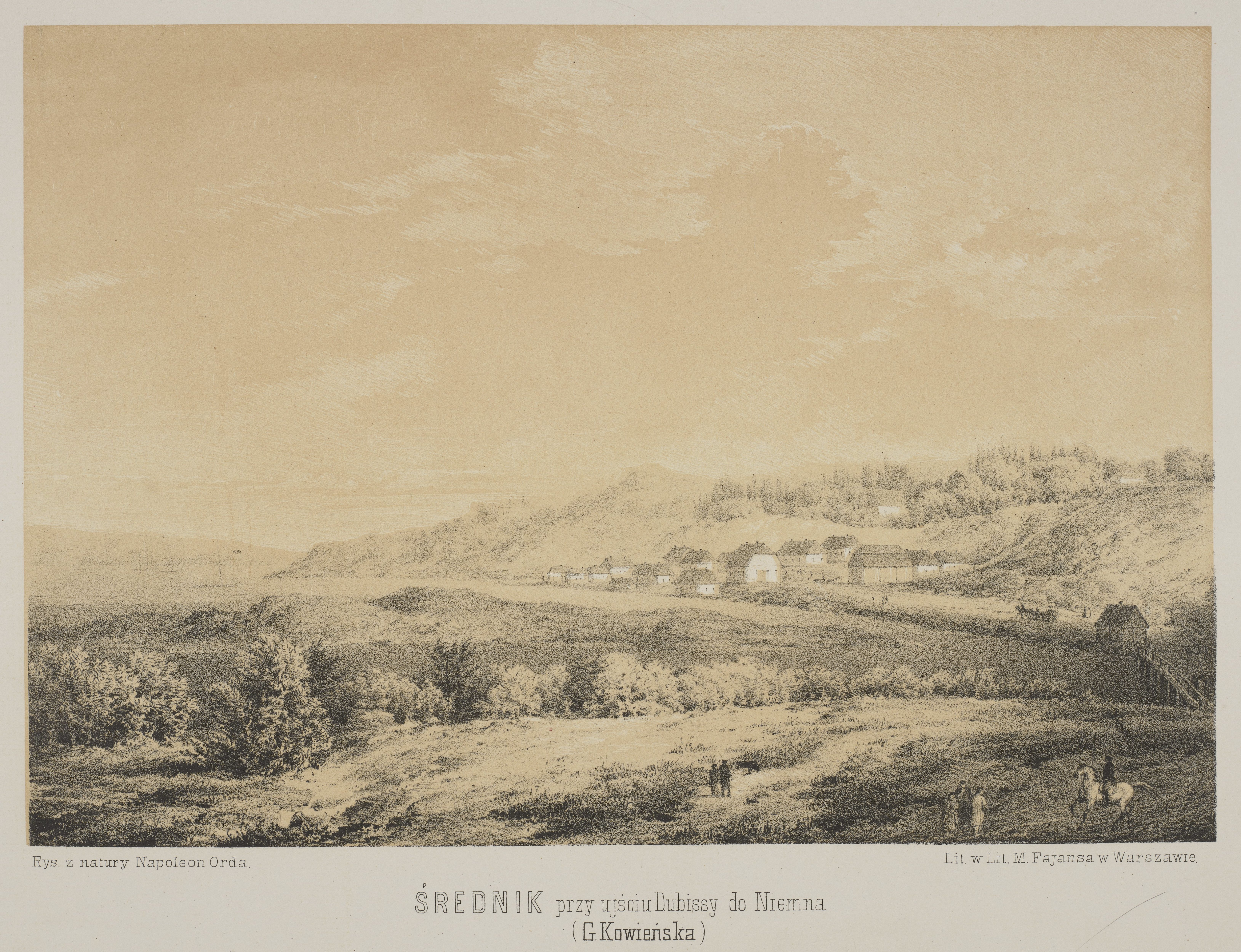
Średniki na litografii wg rysunku Napoleona Ordy (1876)

Znajduje się tu kościół katolicki, szkoła i poczta oraz grodzisko zwane Górą Palemona. Opodal miasteczka znajduje się pałac nazywany Belwederem.
Od 1999 miasteczko posiada własny herb nadany dekretem Prezydenta Republiki Litewskiej.
Miasteczko znane też jest jako miejsce urodzin amerykańskiego piosenkarza i konferansjera Ala Jolsona, z pochodzenia litewskiego Żyda. Jolson był odtwórcą tytułowej roli w amerykańskim filmie z 1927 The Jazz Singer (w Polsce znany pod tytułem Śpiewak jazzbandu) uważanym za pierwszy w historii pełnometrażowy, fabularny film dźwiękowy.

## Historia
Podczas okupacji hitlerowskiej na początku lipca 1941 roku Niemcy utworzyli getto dla żydowskich mieszkańców. Przebywało w nim około 200 osób. 4 września 1941 roku Niemcy zlikwidowali getto, a Żydów wywieziono do Wilków, gdzie zostali zamordowani. 